# 武田真元
武田 真元（たけだ しんげん、？ - 弘化3年12月26日（1847年2月11日））は、江戸時代後期の数学者。和泉国堺出身。通称は篤之進・徳之進。号は真空堂・無量齋。実名は子孚。号は参伍。後に土御門家に仕えて主計正の官途名を名乗った。
幼少時代、大坂のとある畳屋の丁稚であったが、算盤をやらせると天才的な速さで計算を終え、金利計算も正確であった。そこで畳屋の主人の紹介で坂正永、続いてその高弟の村井宗矩（規正・大坂の昆布問屋、文化14年（1817年）3月17日に63歳で死去）に学ぶ。後に村井と親しかった間重富より天文学を学んだという。後に間重富の推挙を受けて陰陽頭を代々務める土御門家に出仕して上役であった和田寧より円理学（円の面積や球体の体積、曲線などについて学ぶ学問）の奥義を受けた。以後、大坂をはじめ全国各地から門人が集まり、一時は弟子の総数が1,000人に及び、彼の流派を「武田流」あるいは「真元流」と称した。その弟子達に対して彼は日頃より「数の他に理なく、理の他に数なし」と主張していたという。
彼が考案した有名な課題に「浪花二十八智恵渡り」という問題がある。これは「分流した川で隔てられた中州と他の3つの陸地を結ぶ7つの橋がある1つの橋を一回ずつ渡って7つの橋を全て渡る方法を考えよ 」と言う問題で今日の一筆書きの問題であるが、これは半世紀前にドイツのレオンハルト・オイラーが考案した「ケーニヒスベルクの橋の問題」とほぼ同様の問題であり、日本における位相幾何学の草分けと評価する意見もある。
だが、彼には敵が多く、彼の計算を巡って文政7年（1824年）頃に江戸の木村定次郎や京都の榎子春（豊後）から彼の理論を批判されて大論争となり、続いて同じ年に今度は真元の方が京都智積院の円通の仏教天文学を邪説と非難して論争を行って論破し、江戸幕府に要請して円通の著書を発売禁止とした。
ところが、天保6年（1835年）、弟子の福田復（金塘）が奉納した算額に書かれた証明を巡って真元と福田が対立、真元が福田を「邪道」と糾弾して破門としたために福田とその弟・泉（理軒）が激しく反発、他の数学者も巻き込んだ論争となった。だが、次第に福田兄弟の考えを支持する学者が多くなり、これを見た真元の門下からも福田兄弟の塾などへ移る者が相次いだ。このために「武田流」（「真元流」）は急速に衰退していった。真元も挽回を試みるが、往時の勢いを取り戻す事は出来ず、失意のうちに病死した。
代表的な著作に『階梯算法』（『算法階梯』とも、文政元年（1818年））や『算法便覧』（同7年（1824年））などがある。弟子に山崎真辰・内藤真矩・武田謙蔵らがいる。